# 東北格拉斯哥 (英國國會選區)
東北格拉斯哥（英語：Glasgow North East），英國國會一自治市選區，位於蘇格蘭格拉斯哥市中心東北。選區創設於2005年。
本選區創設以來一直支持工黨。2009年迈克尔·马丁因「報銷門」醜聞辭職，但威利·貝恩在補選中為工黨保住議席，並在2010年大選中以68.3%選票順利當選連任。直至2015年至2017年及2019年起由蘇格蘭民族黨人勝出。